# Política energética de China
La política energética en China es el conjunto de las decisiones adoptadas por la República Popular de China en lo que respecta a la energía y los recursos energéticos. El país es actualmente el mayor emisor mundial de gases de efecto invernadero de acuerdo con una agencia de investigaciones de los Países Bajos. Sin embargo, en China las emisiones per cápita siguen muy por detrás de países desarrollados. Además, China también es el productor mundial líder en energías renovables. 

## El Medio Ambiente y las emisiones de carbono

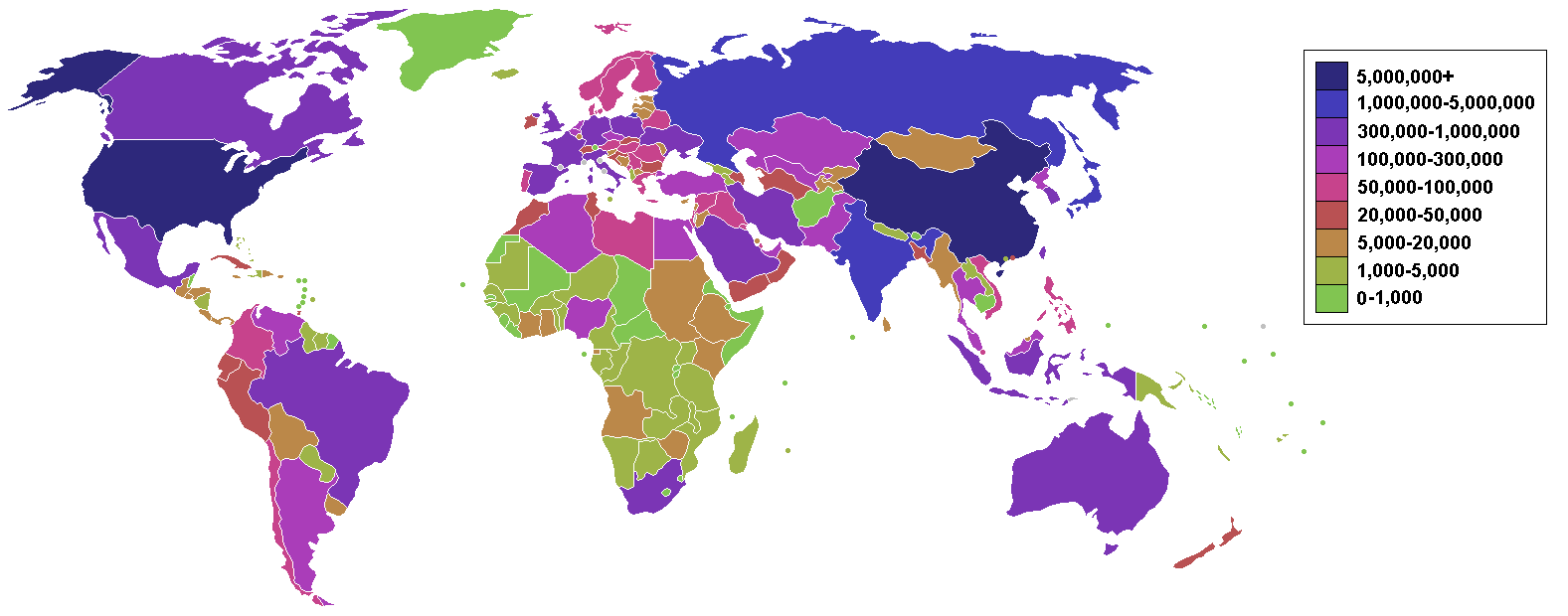
Países por emisiones de dióxido de carbono (azul el más alto)

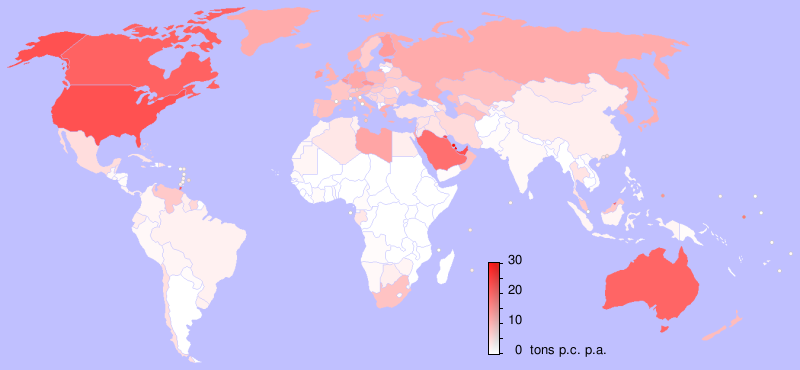
CO_{2} las emisiones de CO2 per cápita al año por país

A partir del trabajo del IPCC AR4, 2007.On 19 de junio de 2007, la Agencia de Evaluación Ambiental de los Países Bajos anunció que un estudio preliminar había indicado que las emisiones de gases de efecto invernadero de China para el año 2006 había superado las de los Estados Unidos por primera vez. La agencia calcula que las emisiones de CO2 de China a partir de combustibles fósiles ha aumentado en un 9% en 2006, mientras que las de los Estados Unidos cayeron un 1,4%, en comparación con 2005. El estudio utilizó la energía y los datos de producción de cemento de la British Petroleum que cree que ser “razonablemente exacta”, mientras advierte que las estadísticas para la rápida mutación de las economías como China son menos fiables que los datos sobre los países de la OCDE.
La Primera Agencia de Comunicación Nacional de Cambio Climático de la República Popular de China calcula que las emisiones de dióxido de carbono en 2004 había aumentado a aproximadamente 5050 millones de toneladas métricas, con las emisiones totales de gases de efecto invernadero alcanzando cerca de 6,1 mil millones de toneladas equivalentes de dióxido de carbono.
En 2002, China ocupó el puesto segundo (después de Estados Unidos) en la lista de países por las emisiones de dióxido de carbono, con emisiones de 3,3 millones de toneladas métricas, lo que representa 14,5% del total mundial. Sin embargo, debido a su tamaño enorme de población ( la más grande del mundo), sólo clasificó 99 en la lista de países por las emisiones de dióxido de carbono per cápita, con unas emisiones de 3,2 toneladas métricas por persona (frente a 19,8 toneladas métricas por persona en los Estados Unidos). Además, se ha estimado que alrededor de un tercio de las emisiones de carbono de China en 2005 se debieron a la fabricación de los bienes exportados.

## Uso de la energía y las emisiones de carbono por sector
En el sector industrial, seis industrias – la generación de electricidad, acero, metales no ferrosos, materiales de construcción, procesamiento de petróleo y productos químicos – generan casi el 70% del consumo de energía.
En el sector de materiales de construcción, China produjo cerca del 44% de cemento del mundo en 2006. La producción de cemento produce más emisiones de carbono que cualquier otro proceso industrial, que representa alrededor del 4% de las emisiones globales de carbono.

## Plan Nacional de Acción sobre el Cambio Climático
Aunque China ha adoptado medidas sobre el cambio climático desde hace algunos años, con la publicación el 4 de junio de 2007, del Plan Nacional de Acción sobre el Cambio Climático, China se convirtió en el primer país en desarrollo en publicar una estrategia nacional frente al calentamiento global. El plan de no incluye objetivos de reducción de emisiones de dióxido de carbono, pero se ha estimado que, de aplicarse plenamente, las emisiones anuales de China de gases de efecto invernadero se reducirían en 1.500 millones de toneladas de dióxido de carbono equivalente para 2010. Otros comentaristas, sin embargo, ponen la cifra en 950 millones de toneladas métricas.
La publicación se anunció oficialmente durante una reunión del Consejo de Estado, que pidió a los gobiernos y todos los sectores de la economía para implementar el plan, y para el lanzamiento de una campaña pública de concienciación y protección ambiental.
El Plan Nacional de Acción incluye el aumento de la proporción de la generación de electricidad mediante fuentes de energía renovables y la energía nuclear, el aumento de la eficiencia de las centrales eléctricas de carbón, el uso de la cogeneración, y el desarrollo de yacimientos de carbón y la mina de carbón y metano.
Además, la política de un solo hijo en China ha logrado frenar el aumento de la población, la prevención de 300 millones de nacimientos, el equivalente de 1.300 millones de toneladas de emisiones de CO2 basada en el promedio mundial per cápita de emisiones de 4,2 toneladas al nivel de 2005.

## La Industria de Energía Eléctrica en China.

producción anual de energía eléctrica de China por fuente

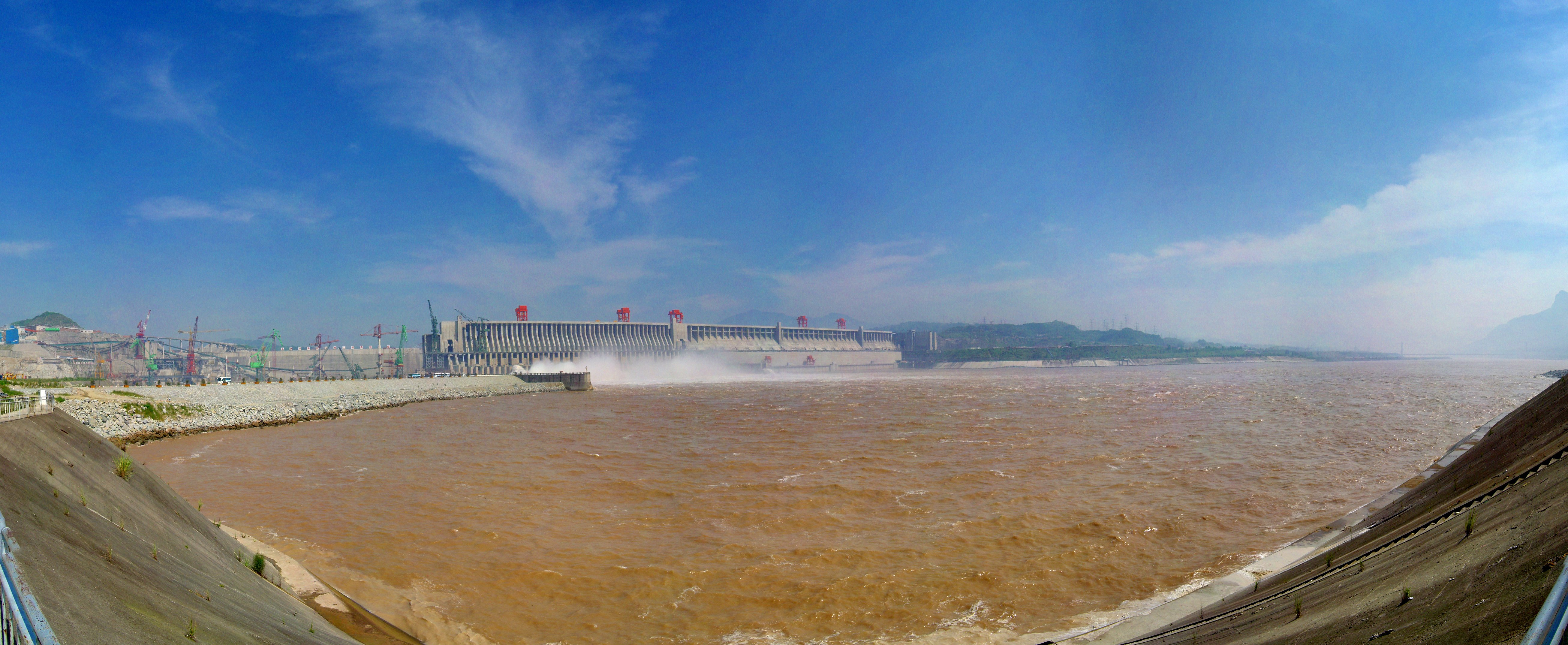
Presa de las Tres Gargantas

En el 2009, la producción anual de energía eléctrica de China fue de 11.1 millones kilovatios mientras que el consumo anual fue de 3,6430 giga vatios (ocupando el segundo lugar en el mundo). Durante ese mismo año, la capacidad total de energía eléctrica instalada que se generó fue 874 giga vatios. China está emprendiendo proyectos significativos de transmisión a largo plazo, con potencial de transcender los esquemas y que entre 2015 y 2020 se alcance el objetivo de abarcar la nación entera.

### Carbón
Actualmente China produce cerca de dos tercios de su energía eléctrica en estaciones de energía a base de carbón. En junio de 2007 se informó que aproximadamente cada semana se inauguraban dos plantas nuevas. Sin embargo, la producción mediante carbón en China alcanzó su máximo en 2013 y ha descendido desde entonces. Recientemente, China ha cancelado la construcción prevista de más de 100 centrales de carbón, favoreciendo la instalación de energías renovables en su lugar.

### Energía Nuclear
Durante el 2009, China tenía tres unidades de energía nuclear con una capacidad eléctrica total de 6.99 giga vatios y una producción total de 109.6 millones de kilovatios, calculando un 1.9% del total de la producción de la energía eléctrica del país. Existen planes para incrementar la capacidad y el porcentaje de energía nuclear, causando que el total de la producción de energía eléctrica llegue a 75 giga vatios y a un 4% para el año 2020 respectivamente. Los planes tratan de aumentar la capacidad a 160 giga vatios (o sea un 16%) para el 2030.

### Energía renovable en China
China es el líder en producción de energía renovable en el mundo con una capacidad instalada de 152 giga vatios China ha estado invirtiendo de manera considerable en el área de la energía renovable en los últimos años. En 2007, la inversión total en energía renovable fue de 12 mil millones de dólares, sucediendo a Alemania en segundo lugar y esperando obtener el primer lugar para el año 2009. Además China es el mayor productor de turbinas de aire y paneles solares.Aproximadamente el 7% de la energía producida en China durante el 2006, provino de los recursos renovables, una cifra que apunta alcanzar el 10% en el 2010 y un 16% en el 2020. El mayor recurso renovable en China es la energía hidroeléctrica. En el 2009 la producción de energía hidroeléctrica en China fue de 1,231.2 millones de kilovatios, constituyendo un 16.6% de toda su energía eléctrica generada. La nación tiene la mayor capacidad hidroeléctrica del mundo, y la represa de las Tres Gargantas se proyecta como la estación hidroeléctrica más grande del mundo con una capacidad total de 22.5 giga vatios. Se espera que esté funcionando a su máximo nivel en el 2011.

### Electrificación rural
El Programa de Electrificación Rural planea proveer energía eléctrica renovable a 3.5 millones de viviendas en diez mil aldeas para completar el Programa de Electrificación Rural de 2005. Este es para ser desarrollado en una electrificación rural plena a base de energía renovable para el año 2015.

## Los combustibles fósiles

### Carbón
China es el mayor productor de carbón del mundo y ocupa el tercer lugar en las cantidades de reservas de carbón. Es aproximadamente autosuficiente en carbón, con una producción de 2.38 billones de toneladas y un consumo de 2.37 billones de toneladas en 2006 27. China solía ser un importante exportador de carbón, pero su exportación está disminuyendo y pronto puede convertirse en un importador neto.

### Petróleo
Aunque China sigue siendo un importante productor de petróleo crudo, se convirtió en un importador de petróleo en la década de 1990. En 2002, la producción anual de petróleo crudo fue 1,298,000,000 barriles, y el consumo anual de petróleo crudo fue 1,670,000,000 barriles. En 2006, importó 145 millones de toneladas de petróleo crudo, con un 47% de su consumo total de petróleo. Tres compañías petroleras de propiedad estatal – Sinopec y CNPC, CNOOC y – dominan el mercado nacional.
China anunció el 20 de junio de 2008 que se planea aumentar los precios de la gasolina, el diésel y el queroseno de aviación. Esta decisión parecía reflejar una necesidad de reducir el insosteniblemente alto nivel de las subvenciones de estos combustibles, dada la tendencia mundial en el precio del petróleo.

## Las fuentes renovables de energía
Aunque la mayoría de la energía renovable en China es de energía hidroeléctrica, otras fuentes de energía renovables se encuentran en rápido desarrollo. 

### Energía solar
China se ha convertido en el mayor consumidor mundial de energía solar. En lo que respecta a energía solar térmica, es el mayor productor de calentadores solares de agua, que representa el 60 por ciento de la capacidad mundial de calentamiento de agua y los calentadores instalados se estiman en un total de 30 millones de hogares.
La producción de energía solar fotovoltaica en China también ha crecido de forma meteórica en los últimos años. Como parte del plan de estímulo Golden Sun, anunciado por el gobierno en 2009, varios desarrollos y proyectos se convirtieron en parte de los hitos para el desarrollo de la tecnología solar en China. Estos incluyeron el acuerdo firmado por LDK para un proyecto de 500 MW solares, una nueva delgada planta solar desarrollada por Anwell Technologies en la provincia de Henan utilizando su propia tecnología de energía solar y el proyecto de centrales solares en el desierto, liderada por First Solar y Ordos City. El esfuerzo por impulsar el uso de energía renovable en China se aseguró más después de la intervención del Presidente de China, emitido en la Cumbre del Clima de la ONU el 22 de septiembre de 2009 en Nueva York, prometiendo que China planea obtener el 15% de su energía de fuentes renovables dentro de una década.
La fotovoltaica ha seguido desarrollándose espectacularmente en el país asiático en años recientes, superando incluso las previsiones iniciales. En mayo de 2011, la Asamblea Popular Nacional de China estableció 5 GW como el objetivo mínimo oficial para 2015, fijando el objetivo a largo plazo en 20–30 GW para 2020. A finales de 2011 China dobló su potencia fotovoltaica instalada respecto al año anterior, hasta alcanzar los 3 GW. Al año siguiente, China añadió 5 GW de energía fotovoltaica, incrementando la capacidad total instalada en el país por encima de los 8 GW. Pulverizando de nuevo todas las estimaciones, a finales de 2014 se hizo público que China contaba ya con cerca de 28 GW de potencia fotovoltaica, tras instalar 20 GW a lo largo de 2013 y 2014 En el primer trimestre de 2015, China instaló 5 GW fotovoltaicos, acumulando en sólo 3 meses la misma potencia fotovoltaica instalada por países como Francia o España en toda su historia.
Debido a tan rápido crecimiento, las autoridades chinas se han visto obligadas a revaluar en varias ocasiones su objetivo de potencia fotovoltaica. La potencia total instalada en China puede crecer hasta los 70 GW en 2017, de acuerdo a los últimos planes de la comisión reguladora del país. En 2014, China esperaba contar con una potencia fotovoltaica de 100 GW para 2020, cifra que el año siguiente se ha visto actualizada a 150 GW, lo que significa la instalación de unos 20 GW anuales hasta finales de la década.
Este crecimiento refleja el abrupto descenso de costes de la energía fotovoltaica, que actualmente comienza a ser una opción más barata que otras fuentes de energía, tanto a precios minoristas como comerciales.
El país asiático cuenta además con unas 400 empresas fotovoltaicas, entre las que destacan Suntech y Yingli, y produce aproximadamente el 23% de los productos fotovoltaicos que se fabrican en el mundo.

### Energía eólica
Al igual que ha ocurrido con la energía solar, durante la última década China he incrementado vertiginosamente su capacidad de energía eólica instalada. La capacidad total de energía eólica de China se encontraba en 2.7 gigavatios (GW) en 2006. El gobierno chino había planeado 5 GW de capacidad de generación eólica para el año 2010, y 30 GW de capacidad en 2020. Pero el objetivo de 5 GW se cumplió ya en 2007. A finales de ese año, los proyectos eólicos de China tenían una capacidad total de 6 GW, con una tasa de crecimiento anual del 95%. La meta de 2010 se revisó a 10 GW, y para 2020 a 100 GW. En 2008, la capacidad de energía eólica en China alcanzó los 12 GW, situándose en el cuarto puesto mundial, solo por detrás de los Estados Unidos, Alemania y España. A finales de 2009, la capacidad de energía eólica de China había sobrepasado los 25 GW. A finales de 2015, China contaba ya con unos 120 GW, lo que le convierte en el líder mundial en energía eólica, por potencia instalada.

### Biocombustibles
En 2006 16 millones de toneladas de maíz se han utilizado para producir etanol. Sin embargo, debido a que los precios de los alimentos en China aumentaron considerablemente durante el año 2007, China ha decidido prohibir la expansión de la industria del etanol de maíz.
El 7 de febrero, un portavoz de la Administración Estatal Forestal anunció que 130.000 kilómetros cuadrados (50.000 millas cuadradas) se dedicarían a la producción de biocombustibles. En virtud de un acuerdo alcanzado con PetroChina en enero de 2007, 400 kilómetros cuadrados de Jatropha curcas se cultiva para la producción de biodiésel. Los gobiernos locales también están desarrollando proyectos de semillas oleaginosas. Existe la preocupación de que esta evolución puede dar lugar a graves daños ambientales.

## La Conservación de Energía.

### Plan General de Trabajo para la Conservación de Energía.
El Plan General de Trabajo para la Conservación de Energía y Reducción de la Contaminación busca recortar el consumo de energía por unidad bruta de productos de productos domésticos (intensidad de energía) por un 20% en el curso del 11.º plan de cinco años el cual termina en el 2010, así como reducir la descarga de los mayores contaminantes en un 10%. El plan fue presentado en el 2007, después de que el objetivo de reducir en un 4% l intensidad de energía para el 2006 no fuese alcanzado y todas las compañías y gobiernos, locales y nacionales, fueron llamados a proponer planes detallados para cumplir antes del 30 de junio de 2007. En 2006, la reducción alcanzada fue de 1.2%.
La implementación involucrará una variedad de medidas, incluyendo el incremento en el uso de energía renovable, revisión del precio de los recursos de energía primaria y electricidad, restricciones sobre la exportación de productos de alto consumo de energía y altamente contaminantes e incentivos arancelarios para proyectos no-contaminantes. Los Gobiernos central y locales cambiaran a iluminación de bajo consumo de energía y serán obligados a adquirir solamente los más eficientes y ecológicos equipos eléctricos.
Los funcionarios han sido advertidos que la violación de las leyes de reducción del conservación de energía y protección del medio ambiente serán actos criminales, mientras que el fracaso en alcanzar los objetivos serán tomados en cuenta en la evaluación de rendimiento para funcionarios y líderes de empresas.

### Calefacción y Aires Acondicionados.
Una circular del Consejo Estatal publicada el 3 de junio de 2007 restringe la temperatura de los aires acondicionados en edificios públicos a no menos de 26 °C en verano (78 °F) y no más de 20 °C (68 °F) en invierno. La venta de unidades de aires acondicionados ineficientes ha sido también prohibida.